# Maryland Cycling Classic 2023
2. ročník jednodenního cyklistického závodu Maryland Cycling Classic (oficiálně Maryland Cycling Classic, presented by UnitedHealthcare) se konal 3. září 2023 v americkém státě Maryland. Vítězem se stal Dán Mattias Skjelmose Jensen z týmu Lidl–Trek. Na druhém a třetím místě se umístili Američan Neilson Powless (EF Education–EasyPost) a Kanaďan Hugo Houle (Israel–Premier Tech). Závod byl součástí UCI ProSeries 2023 na úrovni 1.Pro.

## Týmy
Závodu se zúčastnilo 5 z 18 UCI WorldTeamů, 4 UCI ProTeamy, 6 UCI Continental týmů a americký národní tým. Každý tým přijel na start se sedmi závodníky kromě týmu EF Education–EasyPost s šesti jezdci, na start se tak postavilo 111 jezdců. Do cíle v Baltimore dojelo 66 z nich.
UCI WorldTeamy
- Astana Qazaqstan Team
- Cofidis
- EF Education–EasyPost
- Lidl–Trek
- Team Jayco–AlUla

UCI ProTeamy
- Human Powered Health
- Israel–Premier Tech
- Team Corratec–Selle Italia
- Team Novo Nordisk

UCI Continental týmy
- Hagens Berman Axeon
- L39ION of Los Angeles
- Project Echelon Racing
- Toronto Hustle
- Team Medellín–EPM
- Team Skyline

Národní týmy
- Spojené státy

## Výsledky
| Pořadí | Jezdec                         | Tým                   | Čas        |
| ------ | ------------------------------ | --------------------- | ---------- |
| 1      | Mattias Skjelmose Jensen (DEN) | Lidl–Trek             | 4h 26' 05" |
| 2      | Neilson Powless (USA)          | EF Education–EasyPost | + 2' 20"   |
| 3      | Hugo Houle (CAN)               | Israel–Premier Tech   | + 2' 20"   |
| 4      | Lucas Hamilton (AUS)           | Team Jayco–AlUla      | + 2' 20"   |
| 5      | Toms Skujiņš (LAT)             | Lidl–Trek             | + 2' 56"   |
| 6      | Mikkel Frølich Honoré (DEN)    | EF Education–EasyPost | + 4' 54"   |
| 7      | Scott McGill (USA)             | Human Powered Health  | + 4' 56"   |
| 8      | Alexandre Balmer (SUI)         | Team Jayco–AlUla      | + 5' 00"   |
| 9      | Riley Sheehan (USA)            | Israel–Premier Tech   | + 5' 04"   |
| 10     | Eder Frayre (MEX)              | L39ION of Los Angeles | + 5' 04"   |